# リチャード・ワゴナー
ジョージ・リチャード "リック" ワゴナー・ジュニア（George Richard "Rick" Wagoner, Jr.、1953年2月9日 - ）は、アメリカ合衆国のゼネラルモーターズの元会長兼CEO。

## 人物
2006年7月に、日産自動車・ルノーのカルロス・ゴーンと経営統合の話し合いを投資家などの斡旋を受けて交渉したが、同年10月に交渉は打ち切りとなった。
2008年11月には、「連邦倒産法第11章の適用は現実的でない」とアメリカ合衆国議会の公聴会で発言した。
2009年3月、GM会長を辞任。